# Route 301 (Nouvelle-Écosse)
Pour les articles homonymes, voir Route 301.
La route 301 est une route secondaire de la Nouvelle-Écosse d'orientation sud-nord située dans le nord-ouest de la province, entre Oxford et Port Howe. C'est une route faiblement empruntée. Elle mesure 17 kilomètres et est asphaltée sur l'entièreté de son tracé.

## Tracé
La route 301 débute à sa jonction avec la route 224, tout juste au nord du centre d'Oxford. Elle commence par traverser la petite municipalité de Kolbec, puis suit la rive ouest de la rivière Philip (River Philip). Elle rejoint ensuite le village de Port Howe, où elle se termine sur la route 6, route suivant les rives du détroit de Northumberland.

## Communautés traversées
1. Oxford
2. Kolbec
3. Riverview
4. Port Howe